# Artemis (Geschütz)
Artemis ist eine griechische Flugabwehrkanone.

## Entwicklung
In den 1970er-Jahren entwickelte Griechenland ein eigenes Flugabwehrsystem mit dem Namen Artemis. Der Name der griechischen Göttin der Jagd war nicht ohne Hintergedanken gewählt. Die griechische Armee verlangte ein Geschütz für die ortsfeste Verteidigung, das trotz allem schnell verlegbar sein sollte. Hauptaufgabe war die Bekämpfung tieffliegender Flugzeuge und Helikopter. Obwohl die griechische Firma Hellenic Arms Industry federführend bei der Entwicklung des Geschützes war, griff sie auch auf das Know-how anderer europäischer Entwickler zurück. So wurde die 30-mm-Maschinenkanone von Mauser entwickelt. Die Lafette geht auf Entwürfe der Firma KUKA zurück. Die Feuerleitanlage wurde von Philips entwickelt.

## Technik
Artemis wird als Zwillingsflak auf einer Doppelachs-Spreizlafette geliefert. Zum Feuern werden die Achsen angezogen, sodass das Geschütz auf einer Bodenplatte aufliegt. Zusätzliche Stützen geben Stabilität vor allem in unebenen Gelände. Ein zentraler Kommandoposten liefert relevante Zieldaten für jedes Geschütz einer Batterie. Bei Nacht dient ein IR-Sensor zur Zielfindung. Hier finden derzeit Maßnahmen zur Kampfwertsteigerungen statt. Sie sollen dazu führen, dass jedes Geschütz unabhängig operieren kann und als Einzelgeschütz allwettertauglich ist. Jedes Geschütz führt in einem Laderahmen 500 Schuss Munition mit sich. Verschossen werden Sprengbrandgeschosse, panzerbrechende Geschosse und Leuchtspurgeschosse.

## Technische Daten
- Waffe: 2 × 30-mm-Mauser-Maschinenkanonen
- Höhenrichtbereich: −5° bis +85°
- Seitenrichtbereich: 360°
- Gewicht: 5600 kg
- Besatzung: 2 bis 3 Mann